# Fußball-Club Energie Cottbus 2001-2002
Questa voce raccoglie le informazioni riguardanti il Fußball-Club Energie Cottbus nelle competizioni ufficiali della stagione 2001-2002.

## Stagione
Nella stagione 2001-2002 l'Energie Cottbus, allenato da Eduard Geyer, concluse il campionato di Bundesliga al 13º posto. In Coppa di Germania l'Energie Cottbus fu eliminato al primo turno dall'Uerdingen 05.

## Rosa
| N. |                                 | Ruolo | Calciatore           |
| -- | ------------------------------- | ----- | -------------------- |
| 1  | Germania (bandiera)             | P     | André Lenz           |
| 2  | Ungheria (bandiera)             | D     | Vilmos Sebők         |
| 3  | Germania (bandiera)             | D     | Christian Beeck      |
| 4  | Germania (bandiera)             | C     | Jörg Scherbe         |
| 5  | Germania (bandiera)             | A     | Markus Feldhoff      |
| 6  | Brasile (bandiera)              | D     | Vragel da Silva      |
| 7  | Romania (bandiera)              | C     | Laurențiu Reghecampf |
| 8  | Bosnia ed Erzegovina (bandiera) | C     | Bruno Akrapović      |
| 10 | Ungheria (bandiera)             | C     | Ottó Vincze          |
| 12 | Germania (bandiera)             | P     | Gunnar Berntsen      |
| 13 | Polonia (bandiera)              | D     | Witold Wawrzyczek    |
| 14 | Germania (bandiera)             | C     | Timo Rost            |
| 15 | Germania (bandiera)             | C     | Lars Jungnickel      |
| 16 | Benin (bandiera)                | C     | Moussa Latoundji     |
| 17 | Ungheria (bandiera)             | D     | János Mátyus         |

| N. |                                 | Ruolo | Calciatore           |
| -- | ------------------------------- | ----- | -------------------- |
| 18 | Polonia (bandiera)              | C     | Andrzej Kobylański   |
| 19 | Marocco (bandiera)              | C     | Hamid Termina        |
| 20 | Polonia (bandiera)              | D     | Radosław Kałużny     |
| 21 | Brasile (bandiera)              | A     | Franklin Bittencourt |
| 22 | Bosnia ed Erzegovina (bandiera) | A     | Marko Topić          |
| 23 | Bosnia ed Erzegovina (bandiera) | P     | Tomislav Piplica     |
| 24 | Ungheria (bandiera)             | C     | Vasile Miriuță       |
| 25 | Bosnia ed Erzegovina (bandiera) | D     | Faruk Hujdurović     |
| 28 | Germania (bandiera)             | D     | Martin Neubert       |
| 30 | Germania (bandiera)             | C     | Silvio Schröter      |
| 31 | Brasile (bandiera)              | A     | Brasília             |
| 33 | Germania (bandiera)             | C     | Ronny Thielemann     |
| 34 | Germania (bandiera)             | A     | Sebastian Helbig     |
| 35 | Germania (bandiera)             | A     | Thomas Reichenberger |

## Organigramma societario
Area tecnica
- Allenatore: Eduard Geyer
- Allenatore in seconda: Hagen Reeck, Petrik Sander
- Preparatore dei portieri: Thomas Köhler
- Preparatori atletici:

## Calciomercato

### Sessione estiva
| Acquisti | Acquisti         | Acquisti             | Acquisti |
| R.       | Nome             | da                   | Modalità |
| -------- | ---------------- | -------------------- | -------- |
| A        | Brasília         | Pogoń Stettino       |          |
| C        | Lars Jungnickel  | Dinamo Dresda        |          |
| D        | Radosław Kałużny | Wisła Cracovia       |          |
| P        | André Lenz       | Alemannia Aquisgrana |          |
| C        | Timo Rost        | Austria Vienna       |          |
| C        | Silvio Schröter  | Dinamo Dresda        |          |
| A        | Marko Topić      | Austria Vienna       |          |
| C        | Ottó Vincze      | Waldhof Mannheim     |          |

| Cessioni | Cessioni         | Cessioni        | Cessioni |
| R.       | Nome             | da              | Modalità |
| -------- | ---------------- | --------------- | -------- |
| D        | Canko Cvetanov   | Levski Sofia    |          |
| C        | Steffen Heidrich | Dinamo Dresda   |          |
| A        | Sabin Ilie       | Dinamo Bucarest |          |
| A        | Thomas Neubert   | Dinamo Dresda   |          |
| C        | Jonny Rödlund    | Beijing Guoan   |          |
| C        | René Trehkopf    | Dresdner SC     |          |

### Sessione invernale
| Acquisti | Acquisti             | Acquisti              | Acquisti |
| R.       | Nome                 | da                    | Modalità |
| -------- | -------------------- | --------------------- | -------- |
| A        | Thomas Reichenberger | Eintracht Francoforte |          |
| A        | Markus Feldhoff      | Wolfsburg             |          |

| Cessioni | Cessioni        | Cessioni  | Cessioni |
| R.       | Nome            | da        | Modalità |
| -------- | --------------- | --------- | -------- |
| P        | Lars Hirschfeld | Tottenham |          |
| A        | Antun Labak     | LR Ahlen  |          |
| C        | Toni Mičevski   | Pelister  |          |
| D        | Rudi Vata       | LR Ahlen  |          |

## Risultati

### Bundesliga

#### Girone di andata
| Arbitro: | Wack |

|                    |           |  |
| Miriuță 90’ (rig.) | Marcatori |  |

| Arbitro: | Keßler |

|                           |           |                       |
| Ernst 15’ Ailton 55’, 64’ | Marcatori | 25’ Kałużny 29’ Labak |

| Arbitro: | Gagelmann |

|                |           |  |
| Kobylański 20’ | Marcatori |  |

| Arbitro: | Stark |

|                        |           |                                       |
| Paraíba 26’ Preetz 90’ | Marcatori | 56’ Silva 64’ Kobylański 80’ Brasília |

| Arbitro: | Sippel |

|                           |           |                                        |
| Kałużny 2’ Silva 45’, 47’ | Marcatori | 28’ Juskowiak 39’ Petković 77’ Kennedy |

| Rostock 16 settembre 2001, ore 17:30 CEST 6ª giornata | Hansa Rostock | 0 – 0 referto | Energie Cottbus | Ostseestadion (21 500 spett.)\| Arbitro: \| Fleischer \| |
| Arbitro:                                              | Fleischer     |               |                 |                                                          |

| Arbitro: | Aust |

|  |           |                                          |
|  | Marcatori | 2’ Zickler 3’ Pizarro 74’ (aut.) Piplica |

| Arbitro: | Albrecht |

|                        |           |  |
| Mpenza 19’ Asamoah 33’ | Marcatori |  |

| Arbitro: | Fandel |

|                      |           |                                    |
| Helbig 12’ Sebők 52’ | Marcatori | 4’, 57’ (rig.) Kirsten 43’ Ballack |

| Arbitro: | Koop |

|                                                   |           |  |
| Patschinski 4’, 55’ Kałużny 52’ (aut.) Meggle 77’ | Marcatori |  |

| Arbitro: | Kemmling |

|  |           |                        |
|  | Marcatori | 78’ Ricken 83’ Amoroso |

| Arbitro: | Keßler |

|                                       |           |                |
| Iashvili 32’ Tskitishvili 61’ But 76’ | Marcatori | 43’ Kobylański |

| Mönchengladbach 18 novembre 2001, ore 17:30 CET 13ª giornata | Borussia M'gladbach | 0 – 0 referto | Energie Cottbus | Bökelbergstadion (27 800 spett.)\| Arbitro: \| Sippel \| |
| Arbitro:                                                     | Sippel              |               |                 |                                                          |

| Cottbus 24 novembre 2001, ore 15:30 CET 14ª giornata | Energie Cottbus | 0 – 0 referto | Stoccarda | Stadion der Freundschaft (13 780 spett.)\| Arbitro: \| Krug \| |
| Arbitro:                                             | Krug            |               |           |                                                                |

| Arbitro: | Merk |

|         |           |  |
| Max 71’ | Marcatori |  |

| Arbitro: | Fröhlich |

|  |           |                           |
|  | Marcatori | 30’ Marschall 47’ Lincoln |

| Colonia 15 dicembre 2001, ore 15:30 CET 17ª giornata | Colonia | 0 – 0 referto | Energie Cottbus | Müngersdorfer Stadion (29 000 spett.)\| Arbitro: \| Krug \| |
| Arbitro:                                             | Krug    |               |                 |                                                             |

#### Girone di ritorno
| Arbitro: | Aust |

|                                                       |           |                             |
| Präger 52’, 60’ Fukal 63’ Mahdavikia 75’ Barbarez 82’ | Marcatori | 26’ Schröter 83’ Reghecampf |

| Arbitro: | Merk |

|                      |           |            |
| Mátyus 41’ Topić 79’ | Marcatori | 21’ Ailton |

| Arbitro: | Steinborn |

|                               |           |  |
| Rink 60’ Krzynówek 87’ (rig.) | Marcatori |  |

| Arbitro: | Jansen |

|           |           |  |
| Topić 85’ | Marcatori |  |

| Arbitro: | Gagelmann |

|                |           |           |
| Ponte 12’, 24’ | Marcatori | 90’ Silva |

| Arbitro: | Fandel |

|                                 |           |  |
| Beeck 31’ Miriuță 33’ Topić 68’ | Marcatori |  |

| Arbitro: | Meyer |

|                                                                 |           |  |
| Pizarro 15’, 55’ Effenberg 35’ (rig.) Scholl 45’, 48’ Élber 74’ | Marcatori |  |

| Arbitro: | Koop |

|                                |           |  |
| Miriuță 37’ (rig.) Kałużny 90’ | Marcatori |  |

| Arbitro: | Krug |

|                          |           |  |
| Roberto 12’ Berbatov 90’ | Marcatori |  |

| Arbitro: | Fleischer |

|                                           |           |  |
| Bittencourt 20’ Topić 28’, 34’ Helbig 85’ | Marcatori |  |

| Arbitro: | Wagner |

|                                    |           |  |
| Ewerthon 28’ Rosický 35’ Reina 80’ | Marcatori |  |

| Arbitro: | Berg |

|                               |           |  |
| Miriuță 38’ (rig.) Helbig 69’ | Marcatori |  |

| Arbitro: | Wack |

|                            |           |                                                |
| Topić 31’ Kałużny 34’, 70’ | Marcatori | 37’ Ašanin 64’ (rig.) Münch 85’ (aut.) Piplica |

| Stoccarda 14 aprile 2002, ore 17:30 CEST 31ª giornata | Stoccarda | 0 – 0 referto | Energie Cottbus | Gottlieb-Daimler-Stadion (21 000 spett.)\| Arbitro: \| Jansen \| |
| Arbitro:                                              | Jansen    |               |                 |                                                                  |

| Arbitro: | Krug |

|            |           |                       |
| Helbig 81’ | Marcatori | 68’ (aut.) Hujdurović |

| Arbitro: | Stark |

|                                 |           |  |
| Lokvenc 25’, 47’ Klose 37’, 47’ | Marcatori |  |

| Arbitro: | Albrecht |

|                             |           |                            |
| Topić 81’ Reichenberger 87’ | Marcatori | 35’ Kurth 57’, 63’ Lottner |

### Coppa di Germania
| Arbitro: | Späker |

|           |           |  |
| Fiore 63’ | Marcatori |  |

## Statistiche

### Statistiche di squadra
| Competizione      | Punti | In casa | In casa | In casa | In casa | In casa | In casa | In trasferta | In trasferta | In trasferta | In trasferta | In trasferta | In trasferta | Totale | Totale | Totale | Totale | Totale | Totale | DR  |
| Competizione      | Punti | G       | V       | N       | P       | Gf      | Gs      | G            | V            | N            | P            | Gf           | Gs           | G      | V      | N      | P      | Gf     | Gs     | DR  |
| ----------------- | ----- | ------- | ------- | ------- | ------- | ------- | ------- | ------------ | ------------ | ------------ | ------------ | ------------ | ------------ | ------ | ------ | ------ | ------ | ------ | ------ | --- |
| Bundesliga        | 35    | 17      | 8       | 4       | 5       | 27      | 21      | 17           | 1            | 4            | 12           | 9            | 39           | 34     | 9      | 8      | 17     | 36     | 60     | -24 |
| Coppa di Germania | -     | 0       | 0       | 0       | 0       | 0       | 0       | 1            | 0            | 0            | 1            | 0            | 1            | 1      | 0      | 0      | 1      | 0      | 1      | -1  |
| Totale            | 35    | 17      | 8       | 4       | 5       | 27      | 21      | 18           | 1            | 4            | 13           | 9            | 40           | 35     | 9      | 8      | 18     | 36     | 61     | -25 |

### Andamento in campionato
| Giornata  | 1 | 2 | 3 | 4 | 5 | 6 | 7 | 8 | 9 | 10 | 11 | 12 | 13 | 14 | 15 | 16 | 17 | 18 | 19 | 20 | 21 | 22 | 23 | 24 | 25 | 26 | 27 | 28 | 29 | 30 | 31 | 32 | 33 | 34 |
| --------- | - | - | - | - | - | - | - | - | - | -- | -- | -- | -- | -- | -- | -- | -- | -- | -- | -- | -- | -- | -- | -- | -- | -- | -- | -- | -- | -- | -- | -- | -- | -- |
| Luogo     | C | T | C | T | C | T | C | T | C | T  | C  | T  | T  | C  | T  | C  | T  | T  | C  | T  | C  | T  | C  | T  | C  | T  | C  | T  | C  | C  | T  | C  | T  | C  |
| Risultato | V | P | V | V | N | N | P | P | P | P  | P  | P  | N  | N  | P  | P  | N  | P  | V  | P  | V  | P  | V  | P  | V  | P  | V  | P  | V  | N  | N  | N  | P  | P  |
| Posizione | 6 | 8 | 4 | 3 | 5 | 5 | 7 | 9 | 8 | 12 | 13 | 15 | 15 | 15 | 15 | 15 | 15 | 16 | 15 | 15 | 15 | 16 | 15 | 16 | 14 | 14 | 14 | 14 | 13 | 14 | 13 | 13 | 13 | 13 |

Legenda:

Luogo: C = Casa; T = Trasferta. Risultato: V = Vittoria; N = Pareggio; P = Sconfitta.

### Statistiche dei giocatori
| Giocatore        | Bundesliga | Bundesliga | Bundesliga  | Bundesliga | Coppa di Germania | Coppa di Germania | Coppa di Germania | Coppa di Germania | Totale   | Totale | Totale      | Totale     |
| Giocatore        | Presenze   | Reti       | Ammonizioni | Espulsioni | Presenze          | Reti              | Ammonizioni       | Espulsioni        | Presenze | Reti   | Ammonizioni | Espulsioni |
| ---------------- | ---------- | ---------- | ----------- | ---------- | ----------------- | ----------------- | ----------------- | ----------------- | -------- | ------ | ----------- | ---------- |
| B. Akrapović     | 30         | 0          | 5           | 0          | 1                 | 0                 | 0                 | 0                 | 31       | 0      | 5           | 0          |
| C. Beeck         | 20         | 1          | 8           | 0          | 0                 | 0                 | 0                 | 0                 | 20       | 1      | 8           | 0          |
| G. Berntsen      | 0          | 0          | 0           | 0          | 0                 | 0                 | 0                 | 0                 | 0        | 0      | 0           | 0          |
| F. Bittencourt   | 13         | 1          | 3           | 0          | 0                 | 0                 | 0                 | 0                 | 13       | 1      | 3           | 0          |
| B. Brasília      | 19         | 1          | 1           | 0          | 1                 | 0                 | 0                 | 0                 | 20       | 1      | 1           | 0          |
| M. Feldhoff      | 2          | 0          | 0           | 0          | 0                 | 0                 | 0                 | 0                 | 2        | 0      | 0           | 0          |
| S. Helbig        | 23         | 4          | 10          | 1          | 1                 | 0                 | 0                 | 0                 | 24       | 4      | 10          | 1          |
| F. Hujdurović    | 23         | 0          | 9           | 0          | 0                 | 0                 | 0                 | 0                 | 23       | 0      | 9           | 0          |
| L. Jungnickel    | 3          | 0          | 0           | 0          | 0                 | 0                 | 0                 | 0                 | 3        | 0      | 0           | 0          |
| R. Kałużny       | 25         | 5          | 6           | 0          | 0                 | 0                 | 0                 | 0                 | 25       | 5      | 6           | 0          |
| A. Kobylański    | 30         | 3          | 6           | 0          | 0                 | 0                 | 0                 | 0                 | 30       | 3      | 6           | 0          |
| A. Labak         | 15         | 1          | 2           | 0          | 1                 | 0                 | 0                 | 0                 | 16       | 1      | 2           | 0          |
| M. Latoundji     | 4          | 0          | 0           | 0          | 0                 | 0                 | 0                 | 0                 | 4        | 0      | 0           | 0          |
| A. Lenz          | 3          | 0          | 0           | 0          | 0                 | 0                 | 0                 | 0                 | 3        | 0      | 0           | 0          |
| V. Miriuţă       | 27         | 4          | 8           | 0          | 1                 | 0                 | 0                 | 0                 | 28       | 4      | 8           | 0          |
| J. Mátyus        | 23         | 1          | 2           | 1          | 1                 | 0                 | 1                 | 0                 | 24       | 1      | 3           | 1          |
| M. Neubert       | 0          | 0          | 0           | 0          | 0                 | 0                 | 0                 | 0                 | 0        | 0      | 0           | 0          |
| T. Piplica       | 31         | 0          | 4           | 0          | 1                 | 0                 | 0                 | 0                 | 32       | 0      | 4           | 0          |
| L. Reghecampf    | 30         | 1          | 5           | 1          | 1                 | 0                 | 0                 | 0                 | 31       | 1      | 5           | 1          |
| T. Reichenberger | 10         | 1          | 0           | 0          | 0                 | 0                 | 0                 | 0                 | 10       | 1      | 0           | 0          |
| T. Rost          | 6          | 0          | 1           | 1          | 0                 | 0                 | 0                 | 0                 | 6        | 0      | 1           | 1          |
| J. Scherbe       | 13         | 0          | 2           | 1          | 0                 | 0                 | 0                 | 0                 | 13       | 0      | 2           | 1          |
| S. Schröter      | 20         | 1          | 1           | 0          | 1                 | 0                 | 0                 | 0                 | 21       | 1      | 1           | 0          |
| V. Sebők         | 16         | 1          | 5           | 0          | 1                 | 0                 | 0                 | 0                 | 17       | 1      | 5           | 0          |
| V. Silva         | 26         | 4          | 9           | 1          | 1                 | 0                 | 0                 | 0                 | 27       | 4      | 9           | 1          |
| H. Termina       | 3          | 0          | 0           | 1          | 0                 | 0                 | 0                 | 0                 | 3        | 0      | 0           | 1          |
| R. Thielemann    | 9          | 0          | 4           | 0          | 1                 | 0                 | 0                 | 0                 | 10       | 0      | 4           | 0          |
| M. Topić         | 29         | 7          | 5           | 0          | 1                 | 0                 | 0                 | 0                 | 30       | 7      | 5           | 0          |
| R. Vata          | 1          | 0          | 0           | 0          | 0                 | 0                 | 0                 | 0                 | 1        | 0      | 0           | 0          |
| O. Vincze        | 9          | 0          | 0           | 0          | 1                 | 0                 | 0                 | 0                 | 10       | 0      | 0           | 0          |
| W. Wawrzyczek    | 7          | 0          | 0           | 0          | 0                 | 0                 | 0                 | 0                 | 7        | 0      | 0           | 0          |